# Gary Kwok
Gary Kwok (ur. 11 czerwca 1966 roku w Hongkongu) – kanadyjski kierowca wyścigowy.

## Kariera
Kwok rozpoczął karierę w międzynarodowych wyścigach samochodowych w 2009 roku od startów w klasie Super Canadian Touring Car Championship. Z dorobkiem 791 punktów uplasował się na dwunastej pozycji w klasyfikacji generalnej. W późniejszych latach Kanadyjczyk pojawiał się także w stawce World Touring Car Championship oraz Pirelli World Challenge.
W World Touring Car Championship Kanadyjczyk wystartował podczas rundy w Makau w sezonie 2011 z niemiecką ekipą Wiechers-Sport. W pierwszym wyścigu uplasował się na szesnastej pozycji, a w drugim nie dojechał do mety.